# Robert B. Wilson
Robert Butler "Bob" Wilson, Jr. (n. 16 mai 1937, Geneva⁠(d), Nebraska, SUA) este un economist american, profesor la Universitatea Stanford. În 2020 i-a fost decernat Premiul Nobel pentru Științe Economice, alături de Paul R. Milgrom, „pentru îmbunătățirile aduse teoriei licitațiilor și invențiile referitoare la noi formate de licitație”.